# Robert Kirkman

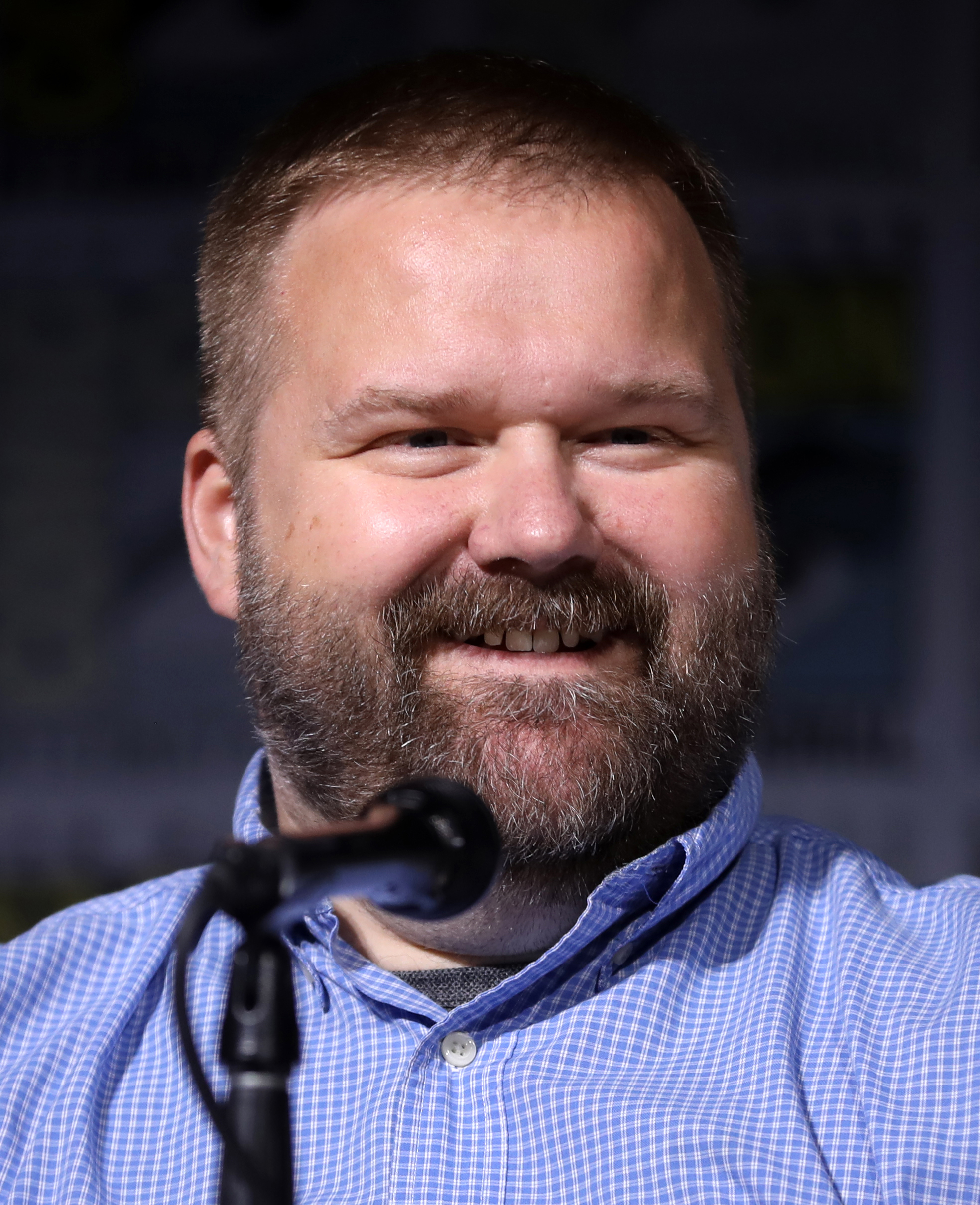
Robert Kirkman auf der San Diego Comic Con (2023)

Robert Kirkman (* 30. November 1978 in Richmond, Kentucky) ist ein US-amerikanischer Comic- und (Dreh-)Buchautor.

## Karriere
Kirkman gründete den Comic-Verlag Funk-O-Tron und brachte dort seine selbst geschriebene Serie Battle Pope mit 13 Teilen heraus. Die Serie entwickelte er gemeinsam mit Tony Moore. Im Jahr 2002 hat der Comic-Verlag Image Comics Kirkman angeboten, gemeinsam mit Corey Walker die Mini-Serie SuperPatriot: America’s Fighting Force zu entwickeln. Danach folgte Tech Jacket. Der Held Invincible aus der ersten Ausgabe bekam bei Image Comics eine eigene Serie, deren Autor Kirkman wurde. Aus der Serie wurde im Jahr 2008 eine 19-teilige Zeichentrickfilm-Serie produziert. Im Oktober 2003 erschien zu Halloween die erste Nummer von The Walking Dead. Bei den Vorbereitungen wurde er von Tony Moore unterstützt. 2004 begann Kirkman als freischaffender Autor bei Marvel Comics zu arbeiten. Diese Arbeit wurde 2010 beendet,  nachdem er bei Image Comics vollwertiger Partner wurde. In Deutschland ist der Ludwigsburger Comicverlag Cross Cult für die Distribution von The Walking Dead und Outcast zuständig. Als Romanautor veröffentlichte er gemeinsam mit Jay Bonansinga beginnend mit The Walking Dead eine Romanreihe.
Im Jahr 2010 wurde er für den Scream Award in der Kategorie Bester Comicautor nominiert. 2012 gewann er den Saturn-Award in der Kategorie Innovator Award.

## Werke (Auszug)
- Battle Pope (Comic)
- Dieb der Diebe (Comic, Thief of Thieves)
- Fear the Walking Dead (Fernsehserie, Drehbuchautor einzelner Folgen)
- Invincible
- Outcast (Comic / Outcast)
- SuperPatriot: America’s Fighting Force (Buch)
- Tech Jacket (Comic)
- The Walking Dead (Comic)
- The Walking Dead (Fernsehserie) (Drehbuchautor einzelner Folgen)
- Ultimate X-Men (Comic)

## Hörbücher (Auszug)
2013: The Walking Dead, Random House Audio Deutschland, Audio Download, ungekürzt 639 Minuten, Leser: Michael Hansonis